# Divisiones Regionales de la Región de Murcia 2021-22
Las divisiones regionales de fútbol son las categorías de competición futbolística de más bajo nivel en España, en las que participan deportistas amateur, no profesionales. En la Región de Murcia su administración corre a cargo de la Federación de Fútbol de la Región de Murcia. Inmediatamente por encima de estas categorías está la Tercera División RFEF.
En la temporada 2021-2022 las divisiones regionales se dividen en Preferente Autonómica, Primera Autonómica y Segunda Autonómica. Los primeros clasificados de cada grupo de Preferente Autonómica y el vencedor de la eliminatoria de ascenso ascienden al grupo XIII de Tercera División RFEF.
Tras una temporada difícil y atípica marcada por las restricciones sanitarias causadas por la pandemia de coronavirus, finalmente el 14 de julio de 2021 la asamblea de la FFRM aprobó la anulación de los descensos en estas categorías.

## Preferente Autonómica
La temporada 2021-2022 de la Preferente Autonómica de la Región de Murcia comenzó el 12 de septiembre de 2021 y terminó el 30 de abril de 2022.

### Grupo I
|  |     | Equipos de fútbol           | PJ | G  | E | P  | GF | GC | Dif | Pts |
|  | --- | --------------------------- | -- | -- | - | -- | -- | -- | --- | --- |
|  | 1.  | Muleño C.F.                 | 28 | 19 | 4 | 5  | 56 | 24 | +32 | 61  |
|  | 2.  | C.D. Cieza                  | 28 | 18 | 5 | 5  | 50 | 25 | +25 | 59  |
|  | 3.  | E.D.M.F. Churra             | 28 | 15 | 6 | 7  | 39 | 24 | +15 | 51  |
|  | 4.  | C.D. Villa de Fortuna       | 28 | 14 | 7 | 7  | 41 | 23 | +18 | 49  |
|  | 5.  | C.F. Molina                 | 28 | 13 | 8 | 7  | 44 | 34 | +10 | 47  |
|  | 6.  | C.D. Beniel                 | 28 | 13 | 5 | 10 | 45 | 38 | +7  | 44  |
|  | 7.  | Abarán C.F.                 | 28 | 12 | 6 | 10 | 38 | 35 | +3  | 42  |
|  | 8.  | Yeclano Deportivo "B"       | 28 | 12 | 5 | 11 | 45 | 41 | +4  | 41  |
|  | 9.  | E.F. El Raal                | 28 | 12 | 3 | 13 | 36 | 35 | +1  | 39  |
|  | 10. | C.D. Plus Ultra             | 28 | 11 | 5 | 12 | 36 | 35 | +1  | 38  |
|  | 11. | Club Cehegín Deportivo      | 28 | 10 | 6 | 12 | 35 | 37 | -2  | 36  |
|  | 12. | C.F. Santomera              | 28 | 10 | 6 | 12 | 33 | 29 | +4  | 36  |
|  | 13. | C.D. El Esparragal          | 28 | 5  | 7 | 16 | 26 | 62 | -36 | 22  |
|  | 14. | C.D. Hoya del Campo         | 28 | 2  | 7 | 19 | 23 | 56 | -33 | 13  |
|  | 15. | Independiente de Ceutí F.C. | 28 | 1  | 6 | 21 | 24 | 73 | -49 | 9   |

Pts = Puntos; PJ = Partidos Jugados; G = Partidos Ganados; E = Partidos Empatados; P = Partidos Perdidos; GF = Goles Anotados; GC = Goles Recibidos
|  | Ascenso a Tercera División RFEF                                 |
|  | Clasificado para los playoff de ascenso a Tercera División RFEF |
|  | Desciende a Primera Autonómica                                  |

### Grupo II
|  |     | Equipos de fútbol         | PJ | G  | E | P  | GF | GC | Dif | Pts |
|  | --- | ------------------------- | -- | -- | - | -- | -- | -- | --- | --- |
|  | 1.  | Alcantarilla F.C.         | 28 | 18 | 8 | 2  | 48 | 17 | +31 | 62  |
|  | 2.  | Águilas F.C. "B"          | 28 | 19 | 3 | 6  | 74 | 16 | +58 | 60  |
|  | 3.  | S.F.C. Minerva            | 28 | 18 | 4 | 6  | 55 | 19 | +36 | 58  |
|  | 4.  | C.D. Algar                | 28 | 16 | 8 | 4  | 55 | 29 | +26 | 56  |
|  | 5.  | Mar Menor F.C. "B"        | 28 | 15 | 6 | 7  | 49 | 29 | +20 | 49  |
|  | 6.  | Olímpico de Totana        | 28 | 12 | 7 | 9  | 40 | 39 | +1  | 43  |
|  | 7.  | Balsicas Atlético         | 28 | 12 | 7 | 9  | 51 | 43 | +8  | 43  |
|  | 8.  | Montecasillas F.C.        | 28 | 13 | 4 | 11 | 48 | 35 | +13 | 43  |
|  | 9.  | Atlético Cabezo de Torres | 28 | 11 | 9 | 8  | 37 | 27 | +10 | 42  |
|  | 10. | Algezares U.D.            | 28 | 11 | 5 | 12 | 34 | 43 | -9  | 38  |
|  | 11. | C.D. Juvenia              | 28 | 8  | 5 | 15 | 24 | 54 | -30 | 29  |
|  | 12. | Roldán C.D.               | 28 | 6  | 4 | 18 | 25 | 64 | -39 | 22  |
|  | 13. | Atlético Pinatarense      | 28 | 5  | 4 | 19 | 27 | 55 | -28 | 19  |
|  | 14. | Lorca F.C.                | 28 | 6  | 1 | 21 | 16 | 61 | -45 | 19  |
|  | 15. | E.F. Alhama               | 28 | 2  | 1 | 25 | 17 | 69 | -52 | 7   |

Pts = Puntos; PJ = Partidos Jugados; G = Partidos Ganados; E = Partidos Empatados; P = Partidos Perdidos; GF = Goles Anotados; GC = Goles Recibidos
|  | Ascenso a Tercera División RFEF                                 |
|  | Clasificado para los playoff de ascenso a Tercera División RFEF |
|  | Desciende a Primera Autonómica                                  |
|  | Retirado de la competición durante el transcurso de la misma    |

### Play Off de Ascenso a Tercera División RFEF
|  | Cuartos de final      | Cuartos de final |                       |                  | Semifinales | Semifinales |  |                  | Final                                       | Final                                       |  |
|  | 8 de mayo             | 8 de mayo        |                       |                  | 15 de mayo  | 15 de mayo  |  |                  | 21 de mayo. Ascenso a Tercera División RFEF | 21 de mayo. Ascenso a Tercera División RFEF |  |
|  |                       |                  |                       |                  |             |             |  |                  |                                             |                                             |  |
|  |                       |                  |                       |                  |             |             |  |                  |                                             |                                             |  |
|  | Águilas F.C. "B"      | 2                |                       |                  |             |             |  |                  |                                             |                                             |  |
|  | Águilas F.C. "B"      | 2                |                       |                  |             |             |  |                  |                                             |                                             |  |
|  | C.F. Molina           | 1                |                       |                  |             |             |  |                  |                                             |                                             |  |
|  | C.F. Molina           | 1                |                       | Águilas F.C. "B" | 1           |             |  |                  |                                             |                                             |  |
|  |                       |                  |                       | Águilas F.C. "B" | 1           |             |  |                  |                                             |                                             |  |
|  |                       |                  | C.D. Algar            | 0                |             |             |  |                  |                                             |                                             |  |
|  | E.D.M.F. Churra       | 1                | C.D. Algar            | 0                |             |             |  |                  |                                             |                                             |  |
|  | E.D.M.F. Churra       | 1                |                       |                  |             |             |  |                  |                                             |                                             |  |
|  | C.D. Algar            | 2                |                       |                  |             |             |  |                  |                                             |                                             |  |
|  | C.D. Algar            | 2                |                       |                  |             |             |  | Águilas F.C. "B" | 1                                           |                                             |  |
|  |                       |                  |                       |                  |             |             |  | Águilas F.C. "B" | 1                                           |                                             |  |
|  |                       |                  | C.D. Cieza            | 4                |             |             |  |                  |                                             |                                             |  |
|  | C.D. Cieza            | 4                | C.D. Cieza            | 4                |             |             |  |                  |                                             |                                             |  |
|  | C.D. Cieza            | 4                |                       |                  |             |             |  |                  |                                             |                                             |  |
|  | Mar Menor F.C. "B"    | 1                |                       |                  |             |             |  |                  |                                             |                                             |  |
|  | Mar Menor F.C. "B"    | 1                |                       | C.D. Cieza       | 1           |             |  |                  |                                             |                                             |  |
|  |                       |                  |                       | C.D. Cieza       | 1           |             |  |                  |                                             |                                             |  |
|  |                       |                  | C.D. Villa de Fortuna | 0                |             |             |  |                  |                                             |                                             |  |
|  | S.F.C. Minerva        | 0                | C.D. Villa de Fortuna | 0                |             |             |  |                  |                                             |                                             |  |
|  | S.F.C. Minerva        | 0                |                       |                  |             |             |  |                  |                                             |                                             |  |
|  | C.D. Villa de Fortuna | 1                |                       |                  |             |             |  |                  |                                             |                                             |  |
|  | C.D. Villa de Fortuna | 1                |                       |                  |             |             |  |                  |                                             |                                             |  |
|  |                       |                  |                       |                  |             |             |  |                  |                                             |                                             |  |

## Primera Autonómica
La temporada 2021-2022 de la Primera Autonómica de la Región de Murcia comenzó el 12 de septiembre de 2021 y terminó el 1 de mayo de 2022.

### Clasificación
|  |     | Equipos de fútbol             | PJ | G  | E | P  | GF  | GC  | Dif | Pts |
|  | --- | ----------------------------- | -- | -- | - | -- | --- | --- | --- | --- |
|  | 1.  | C.D. Lumbreras                | 30 | 25 | 3 | 2  | 109 | 23  | +86 | 78  |
|  | 2.  | Atlético Cabezo de Torres "B" | 30 | 17 | 9 | 4  | 70  | 32  | +38 | 60  |
|  | 3.  | A.D. Palmeral                 | 30 | 18 | 5 | 7  | 64  | 40  | +24 | 59  |
|  | 4.  | E.F. La Aljorra               | 30 | 17 | 6 | 7  | 88  | 47  | +41 | 57  |
|  | 5.  | Jumilla Atlético C.F.         | 30 | 17 | 5 | 8  | 74  | 43  | +31 | 56  |
|  | 6.  | C.D. Minerva                  | 30 | 15 | 8 | 7  | 74  | 47  | +27 | 53  |
|  | 7.  | U.D. Alberca                  | 30 | 16 | 4 | 10 | 57  | 35  | +22 | 52  |
|  | 8.  | E.F. Santa Cruz               | 30 | 13 | 7 | 10 | 61  | 53  | +8  | 46  |
|  | 9.  | C.F.B. Totana                 | 30 | 10 | 8 | 12 | 53  | 60  | -7  | 38  |
|  | 10. | C.D. San Ginés de la Jara     | 30 | 10 | 5 | 15 | 50  | 75  | -25 | 35  |
|  | 11. | Ciudad de Mula C.F.           | 30 | 9  | 4 | 17 | 50  | 57  | -7  | 31  |
|  | 12. | CAP Ciudad de Murcia "B"      | 30 | 7  | 9 | 14 | 41  | 66  | -25 | 30  |
|  | 13. | E.F. San Miguel               | 30 | 7  | 5 | 18 | 40  | 69  | -29 | 26  |
|  | 14. | Santiago de la Ribera F.C.    | 30 | 5  | 4 | 21 | 40  | 110 | -70 | 19  |
|  | 15. | E.F. Molina                   | 30 | 5  | 3 | 22 | 25  | 90  | -65 | 18  |
|  | 16. | E.D. Javalí Viejo-La Ñora     | 30 | 4  | 5 | 21 | 44  | 93  | -49 | 17  |

Pts = Puntos; PJ = Partidos Jugados; G = Partidos Ganados; E = Partidos Empatados; P = Partidos Perdidos; GF = Goles Anotados; GC = Goles Recibidos
|  | Asciende a Preferente Autonómica                             |
|  | Desciende a Segunda Autonómica                               |
|  | Retirado de la competición durante el transcurso de la misma |

## Segunda Autonómica
La temporada 2021-2022 de la Segunda Autonómica de la Región de Murcia comenzó el 17 de octubre de 2021 y terminó el 24 de abril de 2022.

### Grupo I
|  |     | Equipos de fútbol       | PJ | G  | E | P  | GF | GC | Dif | Pts |
|  | --- | ----------------------- | -- | -- | - | -- | -- | -- | --- | --- |
|  | 1.  | E.M.F. Fuente Álamo     | 20 | 15 | 3 | 2  | 60 | 16 | +44 | 48  |
|  | 2.  | U.D. Los Garres "B"     | 20 | 15 | 2 | 3  | 44 | 25 | +19 | 47  |
|  | 3.  | C.F.B. Huércal-Overa    | 20 | 11 | 3 | 6  | 45 | 34 | +11 | 36  |
|  | 4.  | Roldán A.D.             | 20 | 10 | 4 | 6  | 39 | 31 | +8  | 34  |
|  | 5.  | EF Los Alcázares        | 20 | 10 | 3 | 7  | 52 | 35 | +17 | 33  |
|  | 6.  | E.F. Dolores de Pacheco | 20 | 9  | 2 | 9  | 42 | 45 | -3  | 29  |
|  | 7.  | C.D. Bala Azul "B"      | 20 | 6  | 3 | 11 | 31 | 46 | -15 | 21  |
|  | 8.  | Huracán C.F.            | 20 | 6  | 3 | 11 | 27 | 47 | -20 | 21  |
|  | 9.  | C.D. El Esparragal "B"  | 20 | 5  | 3 | 12 | 28 | 51 | -23 | 18  |
|  | 10. | Mazarrón F.B.           | 20 | 4  | 2 | 14 | 28 | 50 | -22 | 14  |
|  | 11. | A.D. Alquerías          | 20 | 4  | 2 | 14 | 27 | 43 | -16 | 14  |

Pts = Puntos; PJ = Partidos Jugados; G = Partidos Ganados; E = Partidos Empatados; P = Partidos Perdidos; GF = Goles Anotados; GC = Goles Recibidos
|  | Ascenso a Primera Autonómica                                 |
|  | Clasificado para los playoff de ascenso a Primera Autonómica |

### Grupo II
|  |     | Equipos de fútbol            | PJ | G  | E | P  | GF | GC | Dif | Pts |
|  | --- | ---------------------------- | -- | -- | - | -- | -- | -- | --- | --- |
|  | 1.  | E.F. Altorreal               | 22 | 18 | 3 | 1  | 80 | 16 | +64 | 57  |
|  | 2.  | Ciudad de Calasparra C.F.    | 22 | 17 | 5 | 0  | 71 | 8  | +63 | 56  |
|  | 3.  | C.D. Alberca                 | 22 | 13 | 2 | 7  | 40 | 40 | 0   | 41  |
|  | 4.  | Archena Sport F.C. "B"       | 22 | 10 | 4 | 8  | 44 | 36 | +8  | 34  |
|  | 5.  | E.F. Ciudad de Yecla         | 22 | 9  | 5 | 8  | 36 | 35 | +1  | 32  |
|  | 6.  | La Copa C.F.                 | 22 | 8  | 6 | 8  | 34 | 48 | -14 | 30  |
|  | 7.  | F.C. Blanca                  | 22 | 6  | 9 | 7  | 43 | 40 | +3  | 27  |
|  | 8.  | A.D. Rincón de Seca          | 22 | 7  | 5 | 10 | 28 | 36 | -8  | 26  |
|  | 9.  | C.D. Abarán                  | 22 | 7  | 4 | 11 | 39 | 57 | -18 | 25  |
|  | 10. | Cotillas C.D.                | 22 | 5  | 3 | 14 | 39 | 60 | -21 | 15  |
|  | 11. | A.D. Ceutí Atlético          | 22 | 3  | 3 | 16 | 25 | 64 | -39 | 12  |
|  | 12. | C.D. Veteranos Alguazas C.F. | 22 | 3  | 3 | 16 | 23 | 62 | -39 | 12  |

Pts = Puntos; PJ = Partidos Jugados; G = Partidos Ganados; E = Partidos Empatados; P = Partidos Perdidos; GF = Goles Anotados; GC = Goles Recibidos
|  | Ascenso a Primera Autonómica                                 |
|  | Clasificado para los playoff de ascenso a Primera Autonómica |

### Play Off de Ascenso a Primera Autonómica
|  | Cuartos de final          | Cuartos de final        |                      |                           | Semifinales | Semifinales |  |                           | Final                                    | Final                                    |  |
|  | 30 de abril y 1 de mayo   | 30 de abril y 1 de mayo |                      |                           | 7 de mayo   | 7 de mayo   |  |                           | 14 de mayo. Ascenso a Primera Autonómica | 14 de mayo. Ascenso a Primera Autonómica |  |
|  |                           |                         |                      |                           |             |             |  |                           |                                          |                                          |  |
|  |                           |                         |                      |                           |             |             |  |                           |                                          |                                          |  |
|  | Ciudad de Calasparra C.F. | 3                       |                      |                           |             |             |  |                           |                                          |                                          |  |
|  | Ciudad de Calasparra C.F. | 3                       |                      |                           |             |             |  |                           |                                          |                                          |  |
|  | EF Los Alcázares          | 0                       |                      |                           |             |             |  |                           |                                          |                                          |  |
|  | EF Los Alcázares          | 0                       |                      | Ciudad de Calasparra C.F. | 4           |             |  |                           |                                          |                                          |  |
|  |                           |                         |                      | Ciudad de Calasparra C.F. | 4           |             |  |                           |                                          |                                          |  |
|  |                           |                         | C.F.B. Huércal-Overa | 0                         |             |             |  |                           |                                          |                                          |  |
|  | C.F.B. Huércal-Overa      | 2                       | C.F.B. Huércal-Overa | 0                         |             |             |  |                           |                                          |                                          |  |
|  | C.F.B. Huércal-Overa      | 2                       |                      |                           |             |             |  |                           |                                          |                                          |  |
|  | Archena Sport F.C. "B"    | 2                       |                      |                           |             |             |  |                           |                                          |                                          |  |
|  | Archena Sport F.C. "B"    | 2                       |                      |                           |             |             |  | Ciudad de Calasparra C.F. | 2                                        |                                          |  |
|  |                           |                         |                      |                           |             |             |  | Ciudad de Calasparra C.F. | 2                                        |                                          |  |
|  |                           |                         | C.D. Alberca         | 0                         |             |             |  |                           |                                          |                                          |  |
|  | U.D. Los Garres "B"       | 5                       | C.D. Alberca         | 0                         |             |             |  |                           |                                          |                                          |  |
|  | U.D. Los Garres "B"       | 5                       |                      |                           |             |             |  |                           |                                          |                                          |  |
|  | E.F. Ciudad de Yecla      | 0                       |                      |                           |             |             |  |                           |                                          |                                          |  |
|  | E.F. Ciudad de Yecla      | 0                       |                      | U.D. Los Garres "B"       | 0           |             |  |                           |                                          |                                          |  |
|  |                           |                         |                      | U.D. Los Garres "B"       | 0           |             |  |                           |                                          |                                          |  |
|  |                           |                         | C.D. Alberca         | 2                         |             |             |  |                           |                                          |                                          |  |
|  | C.D. Alberca              | 4                       | C.D. Alberca         | 2                         |             |             |  |                           |                                          |                                          |  |
|  | C.D. Alberca              | 4                       |                      |                           |             |             |  |                           |                                          |                                          |  |
|  | Roldán A.D.               | 1                       |                      |                           |             |             |  |                           |                                          |                                          |  |
|  | Roldán A.D.               | 1                       |                      |                           |             |             |  |                           |                                          |                                          |  |
|  |                           |                         |                      |                           |             |             |  |                           |                                          |                                          |  |